# 毛花酸竹
毛花酸竹（学名：Acidosasa purpurea）为禾本科酸竹属下的一个种。

## 扩展阅读
- 維基物種上的相關：毛花酸竹